# De Star (molen)
De molen De Star staat aan De Omloop te Balkbrug (gemeente Hardenberg).
Oorspronkelijk gebouwd in 1848 door J. ten Kate. In maart 1882 brandde de molen door blikseminslag grotendeels af, maar werd nog in datzelfde jaar weer herbouwd. In 1975 is hij ruim 500 meter verplaatst naar zijn huidige plek.
Het is een achtkante stellingkorenmolen, bovenachtkant en kap met riet gedekt op een gemetselde onderbouw. De molen heeft een vlucht van 23 meter. Mede hierdoor is de landschappelijke waarde zeer groot. Maar dat niet alleen, de molen is ook functioneel en wordt tevens gebruikt voor het malen van graan en maïs. In 2002 werd ook het bij de molen behorende schuurtje naar de nieuwe locatie overgebracht.
Jarenlang was de in januari 2006 overleden heer Jan Hulleman de molenaar en stuwende kracht achter het in bedrijf houden van de molen.

De vrijwillige molenaars zijn H. Hoekman en B. de Ruiter.

De eigenaar van de molen is de gemeente Hardenberg.